# Aguilar de Codés
Aguilar de Codés es una villa y municipio español de la Comunidad Foral de Navarra, situado en la merindad de Estella, en la comarca de Estella Occidental y a 84,5 km de la capital de la comunidad Pamplona. Su población en 2024 fue de 75 habitantes (INE).

## Toponimia
La localidad se ha llamado tradicionalmente Aguilar, que tiene un significado transparente en castellano y significa lugar de águilas. Julio Caro Baroja señaló que en romance Aguilar es un nombre típicamente topográfico que indica lugares altos. El topónimo del lugar alude por tanto a su ubicación; de hecho Aguilar se encuentra en una meseta a 731 metros de altura situada a los pies de una sierra (sierra de Codés) y en lo alto de un valle del mismo nombre. Aguilar domina por su situación todas las localidades vecinas.
El nombre más antiguo con el que se menciona esta localidad (1269) es Aguilar de iuso Maraynon (Aguilar de bajo Marañón), haciendo referencia probablemente a la vecina localidad de Marañón situada en el llano. En 1273 se la menciona como Aguilar a secas y en 1366 aparece con la variante de Aguillar.
Hasta la reforma de la nomenclatura municipal de 1916 el municipio se llamaba simplemente Aguilar. En dicha fecha su nombre fue modificado por el de Aguilar de Codes. Esta reforma fue propuesta por la Real Sociedad Geográfica y el añadido del apelativo de Codés tenía como fin distinguir al municipio de otros homónimos como Aguilar de Campoo, Aguilar de la Frontera, Aguilar del Río Alhama o Aguilar del Alfambra, ya que todas ellas llevaban hasta entonces el nombre oficial de Aguilar. El nombre Codés proviene de la vecina sierra de Codés que cierra el valle de Aguilar por el norte.
El nombre en lengua vasca del municipio es según la Real Academia de la Lengua Vasca Aguilar Kodes, que carece de carácter oficial.
El gentilicio de los habitantes de Aguilar es aguilarense o aventón.

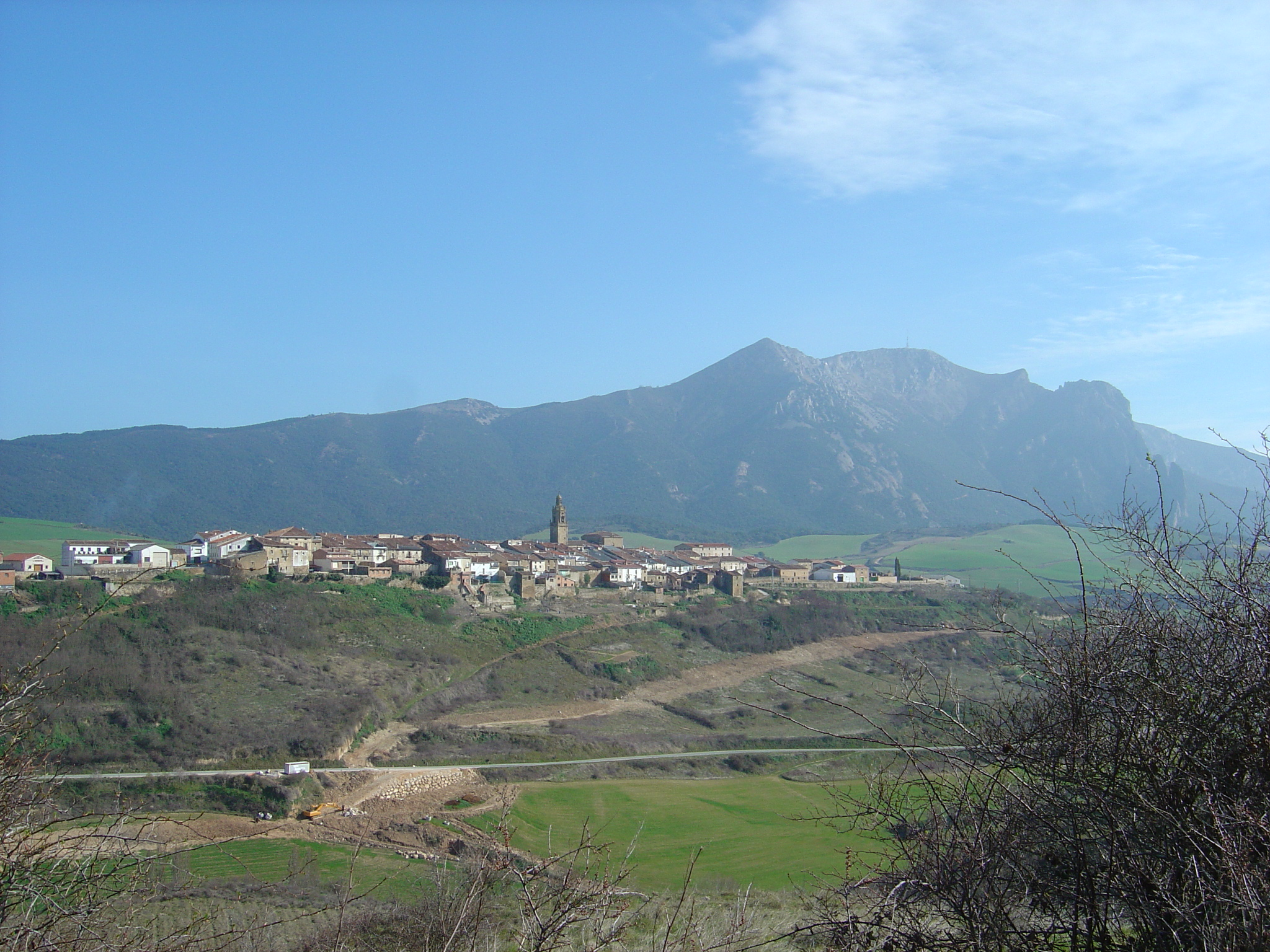
Aguilar de Codés

## Geografía
La localidad de Aguilar de Codés está situada en la parte occidental de la Comunidad Foral de Navarra dentro de la comarca geográfica de Tierra Estella a un altitud de 731 m s. n. m. Su término municipal tiene una superficie de 18,67 km² y limita al norte con los municipios de Cabredo, Genevilla y Santa Cruz de Campezo; al este con el de Azuelo; al sur con los de Viana, Aras y Labraza; y al oeste con los de Lapoblación y Marañón.
El municipio se ubica en una meseta a más de 700 m s. n. m. de altitud junto a la sierra de Codés. Esta meseta se halla en lo más alto del valle de Aguilar y desde ella Aguilar de Codés domina todas las localidades vecinas.
En la sierra de Codés se sitúa un monasterio, el Santuario de Codés al cual suelen peregrinar muchos habitantes de los pueblos cercanos que tienen por costumbre hacer una romería (La Romería de Codés) por lo menos una vez al año los habitantes de cada pueblo.
Entre Aguilar de Codés y Santa Cruz de Campezo encontramos el "Yoar", nombre por el que se conoce a la gran peña que separa estos dos pueblos.

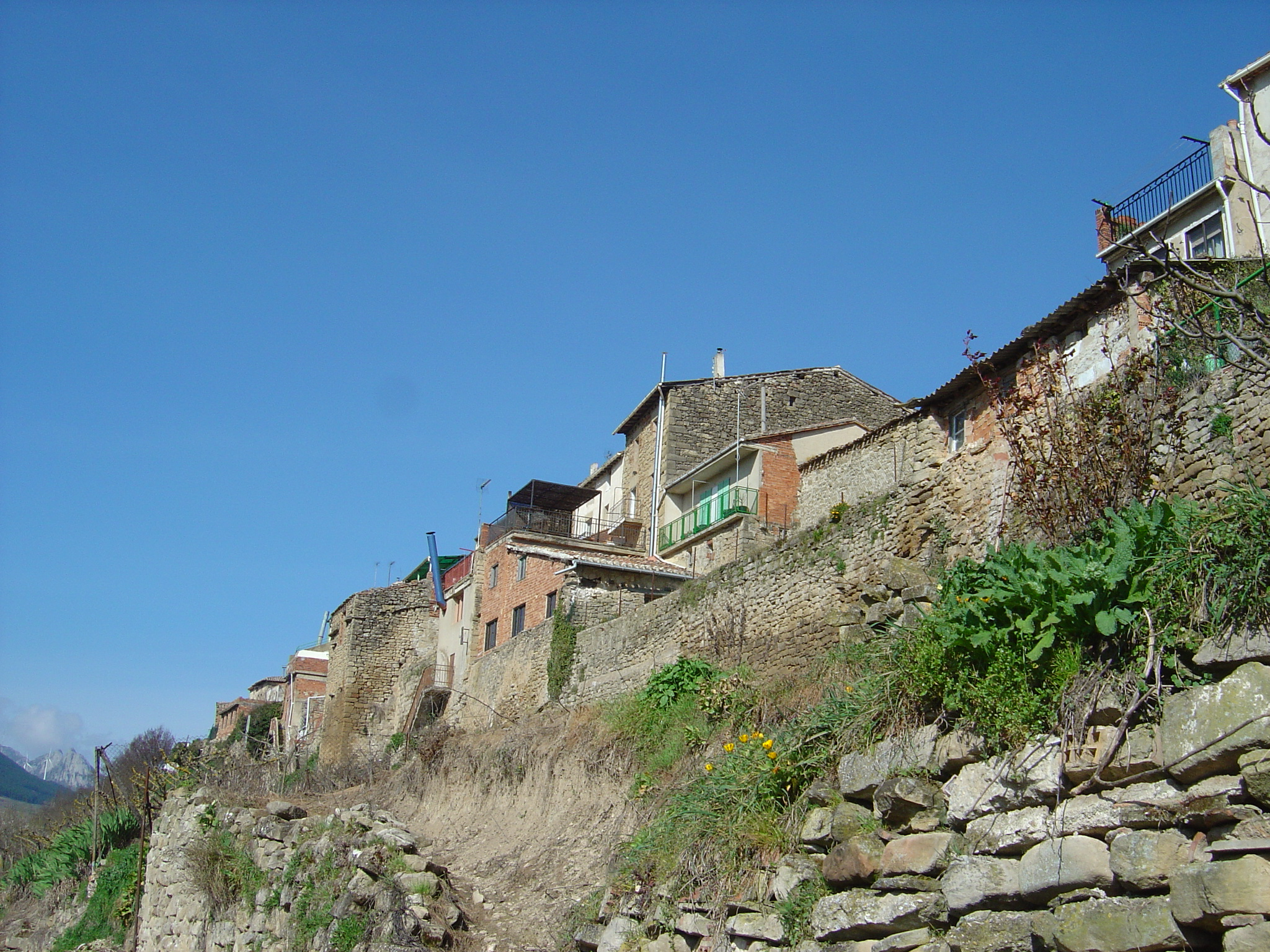
Aguilar de Codés

## Historia
La villa de Aguilar de Codés fue fundada en 1219 por Sancho VII el Fuerte.

## Demografía
Aguilar de Codés cuenta con una población de 75 habitantes (INE 2024).
| Gráfica de evolución demográfica de Aguilar de Codés entre 1842 y 2021 |
| |
| Población de derecho según los censos de población del INE Población de hecho según los censos de población del INEEn estos censos se denominaba Aguilar: 1842, 1857, 1860, 1877, 1887, 1897, 1900 y 1910 |

## Administración y política
| Partido político                                 | 2015  | 2015       | 2011  | 2011       | 2007  | 2007       | 2003  | 2003       | 1999 | 1999       | 1995 | 1995       | 1991 | 1991       |
| Partido político                                 | %     | Concejales | %     | Concejales | %     | Concejales | %     | Concejales | %    | Concejales | %    | Concejales | %    | Concejales |
| Agrupación Independiente Aguilar de Codés (AIAC) | 74,55 | 3          | 70,31 | 4          | 57,45 | 4          | —     | —          | —    | —          | —    | —          | —    | —          |
| Unión del Pueblo Navarro (UPN)                   | —     | —          | —     | —          | 38,30 | 1          | 63,01 | 4          | —    | —          | —    | —          | —    | —          |

| Mandato   | Nombre del alcalde                       | Partido político      |
| --------- | ---------------------------------------- | --------------------- |
| 2007-2011 | Amparo Labeaga Díaz de Cerio             | A.I. Aguilar de Codés |
| 2011-2015 | Amparo Labeaga Díaz de Cerio             | A.I. Aguilar de Codés |
| 2015-2019 | Amparo Labeaga Díaz de Cerio             | A.I. Aguilar de Codés |
| 2019-2023 | Jesús Ángel Amescua Martínez de Rituerto | A.I. Aguilar de Codés |
| 2023      | Jesús Ángel Amescua Martínez de Rituerto | A.I. Aguilar de Codés |

## Patrimonio
- Parroquia de la Invención de la Santa Cruz
- Ermita de San Bartolomé
- Ermita de San Cristóbal
- Ermita de San José

## Personas notables
- Joaquín Martínez de Zúñiga y Díaz de Ilarraza
- Juan Antonio Guergué y Yániz